# 窪川車站
窪川車站（日语：／ Kubokawa eki */?）是位於日本高知縣高岡郡四萬十町，由四國旅客鐵道（JR四國）與土佐黑潮鐵道（土佐くろしお鉄道）共用的鐵路車站。本站是JR四國土讚線最南端的車站，也是予土線的東邊總站。而土佐黑潮鐵道所經營的中村線則是原屬JR四國但轉以第三部門鐵道方式營運的路線。
由於本站是兩家鐵道公司路線範圍的交界站，原則上當列車到站時，原來的駕駛員及乘務員就必須離開車箱，而由另一間的駕駛員及乘務員去接任。然而予土線的列車需先經過土佐黑潮鐵道的路段，並在屬於土佐黑潮鐵道管轄的若井站停車（因予土線的列車全為普通列車）後，駛至川奧號誌站（川奥信号場）後才能駁回JR路段，因此予土線列車採全程由JR四國的駕駛員負責，而不用再轉換土佐黑潮鐵道的駕駛員之方式運行。

## 車站構造
雖然是同一個車站，但JR四國與土佐黑潮鐵道各擁有不同的站房，兩座站房相距大約50米。

### JR站房
本站的站房為單層混凝土及鋼筋建成的建築，主要分為兩部份。候車大廳位於中央部份，連接車站出入口及人手閘口，因應觀光特急列車「志國土佐時代黎明物語號列車」的開設，車站亦進翻新的工作，把候車大廳改裝為現代咖啡屋風格的「Kubokawa Lounge」，靠向玻璃窗及店舖牆壁一邊設置附有充電用插座的吧檯，中央部份放置了三座圓形矮檯及座椅。
左側為站務室，附設綠窗口的站務室及自動售票機；右側原為JR四國子公司的四國便利商店及儲物櫃，後來於2016年6月24日退場後，由一間地元食店「四萬十駅飯 FORM」（しまんとえきめし FORM）進駐。站房外左側豎立了一座刻有時任高知縣知事桃井直美題字的「鐵道開道紀念」石碑；右側亦設有一座男、女獨立式的洗手間。通過閘口後，左轉為進入土佐黑潮鐵道月台的通道，右側為前往JR月台的行人天橋入口。

### 土佐黑潮鐵道站房
於JR站房左側另建有一座木製兩層高的站房。外貌呈然三角尖頂型的屋頂。車站設施集中在地下，並委託「四萬十交通」負責車站管理事宜，為業務委託站，售票處只在平日時間開放。設有候車大廳、售票櫃位（同樣可發售土佐黑潮及JR四國的車票，但不設綠窗口服務）、自動售賣機及洗手間，前方用作為四萬十巴士的總站。地下右端及二樓全為用作四萬十交通的公務用途。

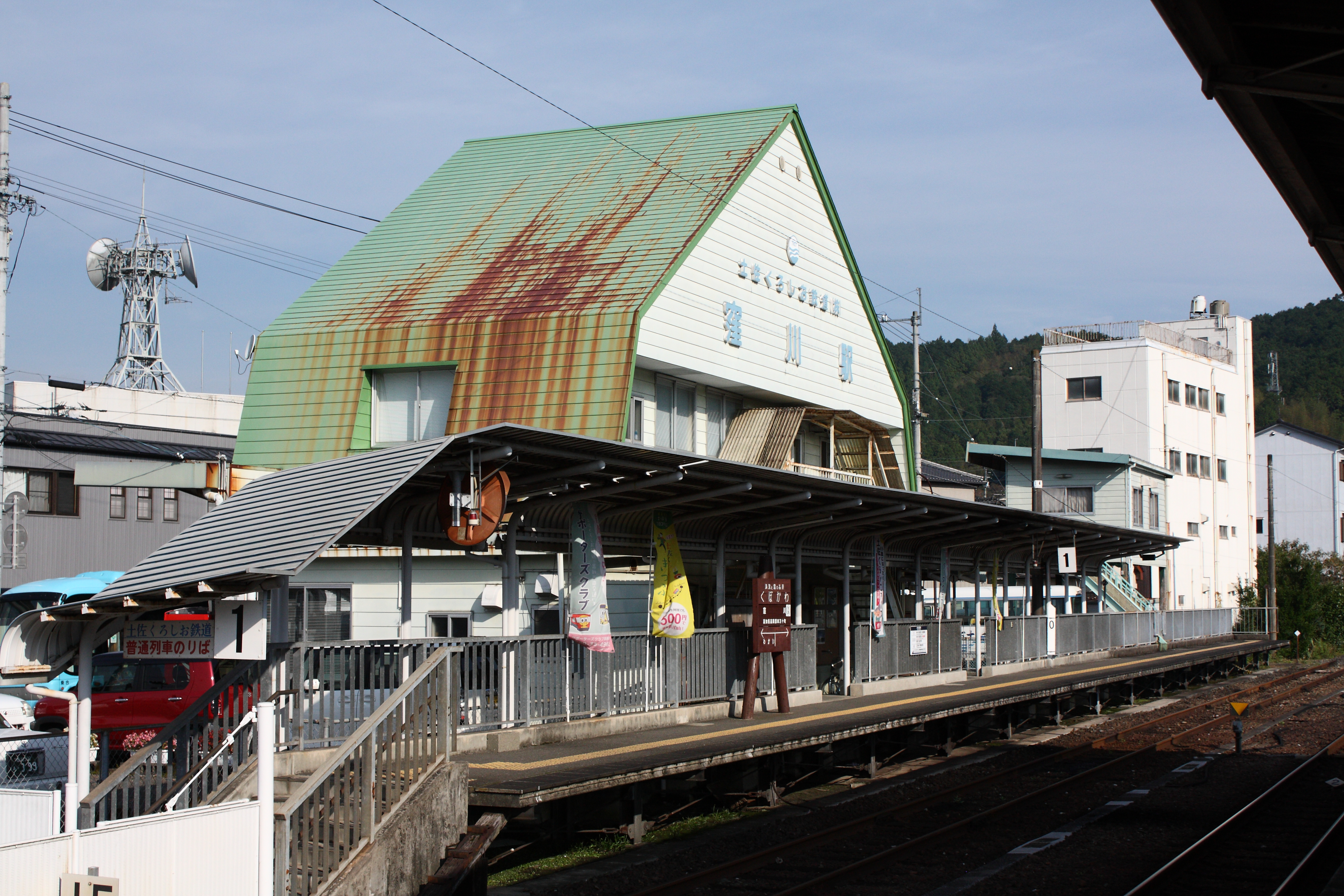
月台(2018年10月)

### 月台配置
本站設有一座島式月台及兩個側式月台，以天橋連接。1號月台為土佐黑潮鐵道普通列車專用，月台位於土佐黑潮鐵道站房一側，並與其他JR月台分開。不過，不論由JR或是土佐黑潮鐵道進站，均有小路將兩站互通，只是在小路的中央設置有土佐黑潮鐵道的驗票口，由JR方進入的，必須持有有效的土佐黑潮鐵道車票，而由土佐黑潮鐵道轉入JR方的，則可直接通過。
至於2-4號月台則由JR管理，不論由JR站房或土佐黑潮站房進入，均須利用行人天橋接駁。其中島式月台2、3號作為JR與土佐黑潮鐵道的境界位，特急列車會在此進行駕駛員及車掌的交接。同時亦作為土讚線普通列車的停靠站，月台長約120米，有效長度為6輛。
至於最外側的側式4號月台，為予土線的專用月台，只利用內側，外側連接側線的一邊則用圍皮和欄竿所圍封，月台長度亦只有50米，有效長度為2輛。
| 月台 | 路線    | 方向 | 目的地                         | 備註                          |
| ---- | ------- | ---- | ------------------------------ | ----------------------------- |
| 1    | ■中村線 | 下行 | 中村、宿毛方向                 | 所有普通列車                  |
| 2    | ■土讚線 | 上行 | 須崎、高知、土佐山田、高松方向 | 所有上行特急列車及1班普通列車 |
| 2    | ■中村線 | 下行 | 中村方向                       | 每天3班特急列車               |
| 3    | ■土讚線 | 上行 | 須崎、高知方向                 | 4班普通列車                   |
| 3    | ■中村線 | 下行 | 中村、宿毛方向                 | 6班特急列車                   |
| 4    | ■予土線 | 下行 | 江川崎、宇和島方向             | 予土線專用月台                |

## 歷史
- 1951年11月12日：車站啟用。
- 1963年12月18日：中村線（窪川－土佐佐賀路段）通車。
- 1974年：

- 3月1日：予土線江川崎～川奧信號場～若井開通，本站發的予土線列車開始。中村線全線CTC化。
- 9月：予土線全線CTC化。

- 1984年2月1日：貨物提取貨物取消。
- 1986年11月1日：土讚本線高知～本站間CTC化。
- 1987年4月1日：日本國鐵分割民營化，車站的營運由JR四國繼承。
- 1988年：

- 4月1日：中村線改為第三部門方式營運，包括鐵路線在內的沿線硬體設施轉交由土佐黑潮鐵道營運。
- 4月10日：土讚本線土佐山田～本站改為一人駕駛模式。

- 1990年11月21日：土讚線高知站～本站高速化工程事完成，最高速度提升至120km/h（一部份區間為110km/h）。
- 1997年10月1日：中村線高速化工程完成，最高速度為110km/h。
- 2006年3月1日：JR四国及土佐黑潮鐵路引入車站編號系統。
- 2020年10月1日：JR四國與四萬十交通簽定合作協議，除原來的鐵路班次外，另外加開三條區間巴士線來往窪川～江川崎間[2][3]。

## 相鄰車站
由於是兩間鐵路公司的邊界站，不同公司的駕駛員必須在此換更換，因此所有特急列車均停靠本站。但予土線列車則不在此限。
 四國旅客鐵道（JR四國）
■土讚線
■特急「足摺」、「四萬十」1,4號
土佐久禮（K22） - 窪川（K26） - 土佐佐賀（TK30）
■觀光特急「志國土佐時代黎明物語」
土佐久禮（K22） - 窪川（K26）
■普通 
仁井田（K25）－窪川（K26）
TKT 土佐黑潮鐵道
■中村線（包括直通■JR四國予土線列車）
旅遊列車「四萬十torokko」
窪川（K26） - 土佐大正（G30）
■普通 
窪川（TK26）－若井（TK27）

## 外部連結
- 窪川車站（JR四國） （页面存档备份，存于）（日語）
- 土佐黑潮鐵道窪川站官方網站
- 窪川站房內食店 「四萬十駅飯 FORM」 （页面存档备份，存于）

33°12′45″N 133°8′14″E / 33.21250°N 133.13722°E